# Fühlkiste
Eine Fühlkiste, auch Tastbox genannt, ist ein vor allem für Kinder gedachtes Erlebnisobjekt, in das man blind hineingreifen soll, um mit dem Tastsinn den Inhalt zu erraten.
Als Objekt dient ein Behältnis wie eine Schachtel, in das ein oder mehrere Löcher eingebracht werden und nach Bedarf auch Abtrennungen. Die Öffnungen sollten gegen Sicht geschützt sein. In dem Behältnis werden verschiedene Objekte bzw. Materialien zum Ertasten deponiert. Hierbei muss eine Verletzungsgefahr ausgeschlossen sein, der Überraschungseffekt für Kinder sollte gegeben sein. Durch abwechslungsreiche Tastgefühle (z. B. Fell, Slime, Luftballon, Eiswürfel, Watte) ist ein Unterhaltungswert nicht nur für Kinder gegeben.
Daher wird eine Fühlkiste auch von Fachleuten zum Nahebringen von Naturerlebnissen genutzt, z. B. zum Ertasten von Tieren oder verschiedenen Baumfrüchten.